# Diego d'Almeida
Diego d'Almeida fou el lloctinent més important del comte Hug Roger III. Es conegueren a Barcelona, on Diego anà a combatre juntament amb la causa nobiliària contra el rei durant la guerra civil catalana.
Diego d'Almeida arribà a ser l'home de més confiança d'Hug Roger III i seguí aquest en les seues campanyes contra el rei i fins i tot durant la guerra del Pallars ajudà a defensar el castell de València de les mans dels Cardona.